# ホステル3
『ホステル3』（原題：Hostel: Part III）は、2011年に製作されたアメリカ映画。サスペンスホラー映画『ホステル』シリーズの第3作である。R18+指定作品として劇場公開された前2作と異なり、OAD作品としてリリースされた。
アメリカでは2011年12月27日に、日本では2012年2月22日にソニー・ピクチャーズエンタテインメントよりDVDが発売されている。

## ストーリー
スコットの結婚前の“独身さよならパーティ”として、カーターら男友達４人はラスベガスで落ち合う。彼らがギャンブルを楽しんでいる最中、ある2人の女性に誘われ、カーターら4人は現地のタクシーで、あるプライベート・パーティに参加する。パーティで行方不明になったマイクに会うためホステルへ向かう。しかし､たどり着いた先は人が人を拷問し殺害する事が出来る、会員制の“エリート・ハンティング・クラブ”だった。

## キャスト
| 役名         | 俳優                   | 日本語吹き替え |
| ------------ | ---------------------- | -------------- |
| カーター     | キップ・パルデュー     | 阪口周平       |
| スコット     | ブライアン・ハリセイ   | 花輪英司       |
| ジャスティン | ジョン・ヘンズリー     | 荻野晴朗       |
| ケンドラ     | サラ・ハーベル         | 一杉佳澄       |
| マイク       | スカイラー・ストーン   | 岡林史泰       |
| ニッキー     | ズライ・エナオ         | 平井祥恵       |
| エイミー     | ケリー・ティーボー     | 鈴木秀香       |
| フレミング   | トーマス・クレッチマン |                |

## スタッフ
- 監督：スコット・スピーゲル
- 製作：スコット・スピーゲル、クリス・ブリッグス、マイク・フライス
- 製作総指揮：スコット・プットマン
- 脚本：マイケル・D・ウェイス
- 撮影：アンドリュー・ストレイホーン
- 音楽：フレデリック・ウィードマン
- 編集：ブラッド・E・ウィルハイト